# Oertz W 8
Die Oertz W 8 war ein deutsches Marineflugzeug im Ersten Weltkrieg. Da die Friedrich Krupp AG sie der Marine als Geschenk überließ, wurde sie auch als Krupp-Boot bezeichnet. Es gehörte zur Gruppe C der deutschen Militärflugzeuge im Ersten Weltkrieg (Zweisitzige Schwimmerflugzeuge und Flugboote mit einem MG), erhielt aber keine militärische Bezeichnung.

## Entwicklung
Die als Einzelexemplar gefertigte W 8 war der letzte von Max Oertz entwickelte Flugzeugtyp, der danach die Abteilung Flugzeugbau seiner Yachtwerft an Hansa-Brandenburg übergab. Die W 8 ähnelte der W 5 von 1914, besaß aber im Gegensatz zu dieser einen im Vergleich zum Oberflügel verkürzten Unterflügel, während die W 5 ein Doppeldecker gleicher Spannweite war. Der Prototyp wurde am 10. Dezember 1915 vom Reichsmarineamt bestellt, mit der Marine-Nummer 1157 am 31. August 1916 nach Warnemünde geliefert und am 21. September 1916 abgenommen. Sie diente zur Küstenaufklärung- und Überwachung sowie als Schulflugzeug.
Den Propeller lieferte die Firma Axial, der einen Durchmesser von 3,18 m bei einer Steigung von 2,65 besaß. Der Bootsrumpf hatte eine Länge von 9,96 m bei einer größten Breite von 2,21 m.

## Technische Daten

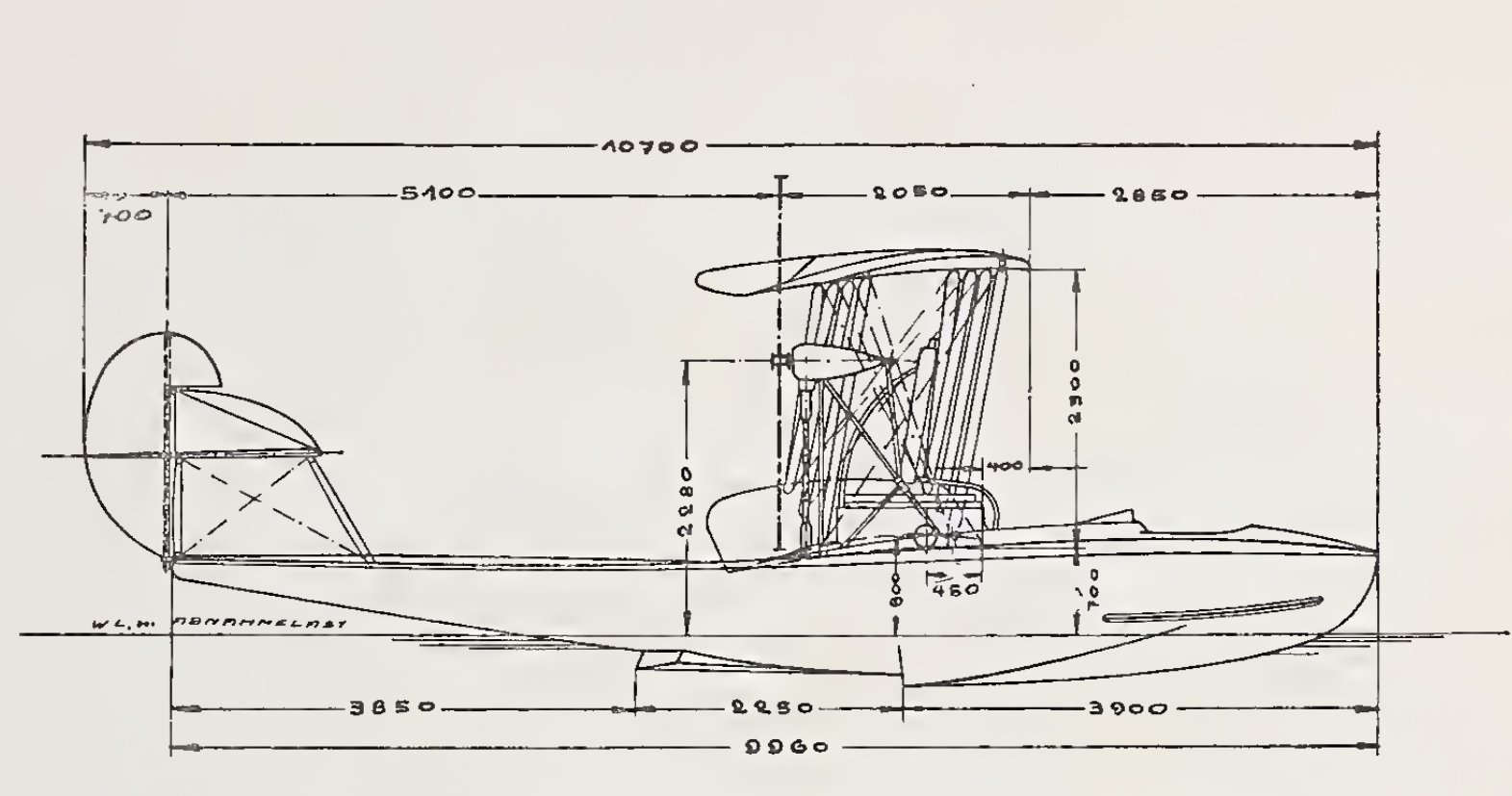
Seitenriss

| Kenngröße             | Daten                                                                                     |
| --------------------- | ----------------------------------------------------------------------------------------- |
| Besatzung             | 2                                                                                         |
| Länge                 | 10,70 m                                                                                   |
| Spannweite            | 19,60 m Oberflügel, 15,60 m Unterflügel                                                   |
| Höhe                  | 3,54 m                                                                                    |
| Flügelfläche          | 70 m²                                                                                     |
| Querruder             | 4,56 m²                                                                                   |
| Höhenruder            | 2,50 m²                                                                                   |
| Seitenruder           | 1,10 m²                                                                                   |
| Leermasse             | 1584 kg                                                                                   |
| Startmasse            | 2225 kg                                                                                   |
| Höchstgeschwindigkeit | 136 km/h auf Seehöhe                                                                      |
| Landegeschwindigkeit  | 73 km/h                                                                                   |
| Steigzeit auf 1000 m  | 9,5 min                                                                                   |
| Steigzeit auf 2000 m  | 21 min                                                                                    |
| Brennstofftank        | 475 l                                                                                     |
| Flugdauer             | 6 h                                                                                       |
| Propellerdurchmesser  | 3,18 m bei 2,65 er Steigung                                                               |
| Triebwerk             | ein wassergekühlter 6-Zylinder-Reihenmotor Maybach Mb IV mit 240 PS (177 kW) Nennleistung |
| Bewaffnung            | ein bewegliches MG 7,92 mm                                                                |